# Maçanet de la Selva
Massanet de la Selva (oficialmente y en catalán Maçanet de la Selva) es un municipio español de la provincia de Gerona, Cataluña. Pertenece a la comarca de La Selva. Está cerca de Santa Coloma de Farnés, Sils, Vidreras y Tordera. Está a unos 15 minutos de Tordera y a una media hora de Gerona.

## Geografía
Integrado en la comarca de La Selva, se sitúa a 27 kilómetros de la capital provincial. El término municipal está atravesado por la autopista del Mediterráneo (AP-7) y por la antigua carretera N-II entre los pK 687 y 690, además de por la carretera autonómica C-35 que permite la comunicación con Hostalrich y la Costa Brava. 
El relieve del municipio es predominantemente montañoso, de baja altura por la cercanía de la costa. Por el norte discurren la acequia de Sils y la riera de Pins, haciendo de límite natural con el municipio de Sils. Por el oeste, es la riera de Santa Coloma la que marca el límite con Riudarenas y Massanas. Finalmente, por el suroeste, el río Tordera hace de límite con Fogás de Tordera. Dentro del territorio destaca el Puig Marí (237 metros), si bien la altitud oscila entre los 329 metros al sureste (Montbarbat) y los 40 metros a orillas del río Tordera. El pueblo se alza a 100 metros sobre el nivel del mar. 
| Noroeste: Riudarenas                              | Norte: Sils                                             | Noreste: Sils y Vidreras |
| Oeste: Massanas                                   |                                                         | Este: Vidreras           |
| Suroeste: Massanas y Fogás de Tordera (Barcelona) | Sur: Fogás de Tordera (Barcelona) y Tordera (Barcelona) | Sureste: Lloret de Mar   |

### Comunicaciones
Cercana a la N-II y la AP-7.
Estación de ferrocarril de la línea Barcelona-Portbou.
Pese a pertenecer a Gerona, en la misma estación tienen terminal los trenes de las líneas:
- 1 - (Massanet - Blanes - Mataró - Barcelona - Hospitalet - Molins de Rey).
- 2 - (Massanet - San Celoni - Granollers - Barcelona - Aeropuerto).

de Cercanías Barcelona

## Demografía
Massanet de la Selva cuenta con una población de 7962 habitantes (INE 2024).
| Gráfica de evolución demográfica de Massanet de la Selva entre 1842 y 2021 |
| |
| Población de derecho según los censos de población del INE Población de hecho según los censos de población del INEEntre el censo de 1857 y el anterior, crece el término del municipio porque incorpora a Martorell de la Selva |

Desde 919 la evolución demográfica ha ido sufriendo altibajos, como consecuencia principal de las pestes y epidemias que periódicamente asolaban estas comarcas. También por las guerras entre los condes y reyes de la época.
La consueta del año 1371 habla de 146 "fuegos" que equivalen más o menos a 657 habitantes. Un "fuego" se refería a una unidad familiar de 4 o 5 personas, según los historiadores.
En 1787 ya se había producido una importante recuperación demográfica, con un censo de 934 habitantes. En 1860 había aumentado hasta 2671 pero en 1900 había vuelto a bajar y quedaba con 1462 habitantes.

## Economía
Industria, agricultura, explotación forestal y ganadería.

## Historia

### Prehistoria
Se han encontrado restos líticos del Paleolítico en los cerros de Rosfèlix, puig Marí, can Roura,... y prácticamente en todos los lugares más altos del término municipal. La mayoría de estos yacimientos, todos de superficie, tienen cronologías referidas al Paleolítico inferior y mediano. El material encontrado, cortado en rocas locales, está formato por asclas, núcleos, trinchadores, *choppers, *chopping *tool, bifaciales, etc.
"Cal Coix" es un yacimiento del Paleolítico superior, concretamente del Auriñaciense final (24.000-20.000 AC), aun cuando aparecen elementos anteriores y también posteriores del Bronce inicial.
Al igual que a "Cal Coix", en las estaciones antes mencionadas y en otras, aparecen elementos de épocas diferentes. Del Paleolítico superior destaca una hoja solutrense (17.000-15.000 AC). Del Neolítico se han encontrado piezas cortadas en sílex, como cuchillos y puntas de flecha, y piezas pulcras sobre rocas duras, sobre todo hachas de cornubianita.

### Época antigua: íberos y romanos

#### Restos Iberos
Respecto a la cultura ibérica, el yacimiento más conocido es el poblado de Montbarbat, de 5.700 m² de superficie y datado entre los siglos IV y II a. C. Este poblado es compartido con el término de Lloret de Mar. Se dio a conocer unos años atrás como consecuencia de la apertura de viales de la urbanización Montbarbat. Se protegió la zona para evitar la destrucción del poblado, que se empezó a excavar el año 1978. Entre sus hallazgos aparece cerámica gris ampuritana, cerámica ática de barniz negro y cerámica común ibérica, hecha a mano y contorno. También se encontró cerámica ibérica en el cerro de Cal Coix y al sector oeste de Martorell hay restos de un poblado con restos ibéricos y romanos.

#### Restos romanos
De la cultura romana se han encontrado restos de tejas romanas, de dolia, ánforas y cerámica diversa, ibérica y tardorromana, en la limpieza del castillo de Torcafelló. Aun así, el hallazgo más importante tuvo lugar en 1991, mientras se construían unos pisos en el huerto "d'en Bach", situado en la parte norte del edificio del ayuntamiento, a unos 20 m. Se pudo recuperar una pequeña parte del importante yacimiento, que quedó totalmente destruido. Se encontraron tejas romanas, molinos de grano, de aceite (trullo=, piezas de telar, fragmentos de ánfora, vidrio, metales, tierra sigilata, restos de fauna y monedas (la más antigua del siglo II a. C.). Todo el entorno del huerto "d'en *Bach" es un gran asentamiento romano. Lo confirma el hecho de que durante la construcción de las escuelas viejas, donde hoy está el ayuntamiento, aparecieron restos de paredes y bóvedas que sirvieron como apoyo a los fundamentos. También durante las obras de saneamiento de a pie Nuevo, el año 1946, se encontró un silo de grandes dimensiones todavía hoy enterrado. Asimismo, en las obras que se hacen en esta zona, se localiza un grueso importante de relleno como, también, en las excavaciones del Palacio de Foixà, llevadas a cabo entre 1994 y 1998. La única referencia antigua escrita de la romanización de la que tenemos constancia es del siglo XVII y se debe al escritor Joan Gaspar Roig y Jalpí que, entre otras cosas, dice, en lo referente a Massanet, que fue famosa como villa en tiempo de los romanos.

### Edad medieval
El primer documento de la época medieval que hoy se conoce y en el que se hace referencia a Massanet de la Selva, data de 11 de agosto de 919. Este documento trata de la donación que hace Emo, hija de Sisegodo, a la condesa Garsenda, viuda de Guifred II, de unas propiedades sitas en el valle de Llagostera, en el condado de Gerona: "Los límites que tiene Locustaria (Llagostera), con sus villas, vilarets y términos son por el lado de oriente a los términos de Valle Arace (el valle de Aro) o Penitese (Penedes, dentro el término municipal de Llagostera) o bien a la mar; y de mediodía llega hasta la mar, o bien a los términos de Caldeses (Caulers) o límites de Mazanedo (antiguo término de Massanet de la Selva), a poniente igualmente a los términos de Mazanedo o a los límites de Cálidas (Caldas de Malavella) y...".
Existe otro documento, hasta hace poco considerado el más antiguo, que hace referencia a Massanet de la Selva como unidad singular y delimitada el cual da fe del hecho que, en 1001, los condes de Barcelona-Gerona, Ramón Borrell y Ermesenda de Carcasona, concedieron al vizconde de Gerona Seniofred el alodio de Lloret. Massanet era hasta entonces un solo territorio unificado que comprendía también los términos de lo que son hoy en día Vidreras y Lloret de Mar. El documento dice: "En aras del señor. Yo, Ramón, conde y marqués, y mi mujer Ermesenda, condesa, somos donadores a ti Seniofred vizconde. Puesto que es manifiesto que tú vas a hacerme concesión a precario del alodio que tenías en el condado de Besalú en el lugar denominado Palou [...] Y por esto te damos a ti nuestro alodio que tenemos en el condado de Gerona en el término de Massanet en el lugar que denominamos Lloret, que contiene casas con corrales y huertos, árboles frutales y no frutales, tierras y viñas, bosque, cultivo y baldío...".
El año 1079 se consagra la iglesia de San Román de Lloret, hoy ermita de las Alegrías, y se corrobora, con la definición de esta parroquia rural, que a Massanet le había sido segregado el territorio correspondiente. Por esta fecha, Vidreras debía de tener el término señalizado, aunque los límites eran algo provisionales, puesto que en 1385, había ocho casas que estaban inscritas en los dos municipios.

#### Título de villa
Desde tiempos inmemoriales la población de Massanet de la Selva goza del título de villa, el cual le dio cierta preponderancia sobre los pueblos cercanos. Se encuentra citado por escrito desde 1395. No se sabe hasta hoy que tal privilegio haya sido concedido con un documento especial que lo consigne, expresamente otorgado por la autoridad soberana, como ha sucedido con otros pueblos. La categoría de villa representa un grado intermedio entre el de pueblo y el de ciudad y corresponde a la posesión de ciertos privilegios o número de habitantes superior al de una simple parroquia o pueblo.Todas las condiciones requeridas para la categoría de villa las tuvo el municipio de Massanet al menos desde 1318, en qué obtuvo el privilegio de mercado. Más tarde, en 1393, el pueblo alcanzó el privilegio de "ferio". En este último documento se menciona ya la organización municipal en forma de universidad y sus administrados los denomina prohombres (probi homines).

### SiglosXIXyXX
La gente de la villa de Massanet hasta el siglo XIX y buena parte del XX vivían dedicados casi en su totalidad a trabajar la tierra; había sólo los artesanos que ejercían los oficios necesarios como: herreros, carpinteros, carreteros, alpargateros, zapateros, sastres, el horno de pan, alguna tienda de víveres, barberos... No había industria de ninguna clase y de los oficios artesanales el único que destacaba era el de fabricante de zuecos.
Hoy en día hay un gran número de industrias ubicadas en nuestro pueblo, entre los polígonos de Puigtió, can Roura y el Paratge de la Creu. Algunas de estas industrias tienen gran número de trabajadores y otras, más numerosas, son talleres y pequeñas industrias. En los últimos treinta años se ha urbanizado buena parte del municipio con la creación de urbanizaciones como segunda residencia.
Aun así los últimos cincuenta años han comportado un formidable cambio en la vida de Massanet de la Selva. El año 1966 llegaba el abastecimiento de agua potable a la villa, en 1969 se construía la primera área urbana conocida como "Urbanización de Martí Tomàs" actual avenida Catalunya; en 1970 se derrocaba el antiguo "porxet" de la vicaría y del huerto de la iglesia abriéndose la plaza hacia la actual avenida Sant Llorenç, mientras el mismo año se iniciaba el polígono industrial de Puigtió. El rápido crecimiento de la villa condujo a una racionalización del crecimiento urbanístico, plasmado en 1972 en el primer Plan General de Ordenación Urbana. El mismo año se iniciaban las urbanizaciones de segunda residencia Residencial Park y Montbarbat y de otras de primera residencia como Bellavista, a las que siguieron las urbanizaciones El Molino y Mas Altaba.
El año 1975 se construía el A-7 (actual AP-7) y se inauguraba la piscina municipal. Pocos años más tarde, en 1978, se inauguraba el colegio Grupo Escolar Sant Jordi. Ya en plena etapa democrática, en 1983 se colocaba la primera piedra del nuevo Ayuntamiento, mientras el 1985 se derrocaba el Ayuntamiento viejo dónde se construyó el edificio que sirvió de escuela de artes y más tarde de Casal de los Jubilados y se acababan las obras del pabellón deportivo.
Ya en la década de 1990 llegaba a Massanet el gas natural, se inauguraban las obras del castillo de Torcafelló, se rehabilitaba la pista jardín y sociedad recreativa. El cambio de siglo y milenio comportó la inauguración de las obras del pozo de hielo y la aprobación del Plan General de Ordenación Urbana de Massanet, mientras se arreglaban varias calles, se ampliaba el dispensario y se habilitaba la capilla de San Sebastián.

## Administración y política
| Periodo   | Nombre                                                                | Partido             |
| --------- | --------------------------------------------------------------------- | ------------------- |
| 1979-1983 | Antoni Planas Ciurana                                                 | UCD                 |
| 1983-1987 | José María Casals Bargallo                                            | Grupo Independiente |
| 1987-1991 | Pere Caballé Ruíz                                                     | CiU                 |
| 1991-1995 | Antoni Guinó Bou (1991-1993) Jordi Munso Biñolas (1993-1995)          | CiU                 |
| 1995-1999 | Jordi Munso Biñolas (1995-1996) Antonio Guinó Bou (1996-1999)         | CiU                 |
| 1999-2003 | Antonio Guinó Bou                                                     | CiU                 |
| 2003-2007 | Josep Romaguera Ramio (2003-2005) Antonio Trincheria Boix (2005-2007) | EN-EPM              |
| 2007-2011 | Alfons Soms Quellos                                                   | PSC-PSOE            |
| 2011-2015 | Antonio Guinó Bou                                                     | CiU                 |
| 2015-2019 | Antonio Guinó Bou                                                     | CiU                 |
| 2019-2023 | Natàlia Figueras                                                      | Som Maçanet (JxCat) |

## Monumentos y lugares de interés
- Iglesia románica de San Lorenzo
- Iglesia de San Pedro de Martorell

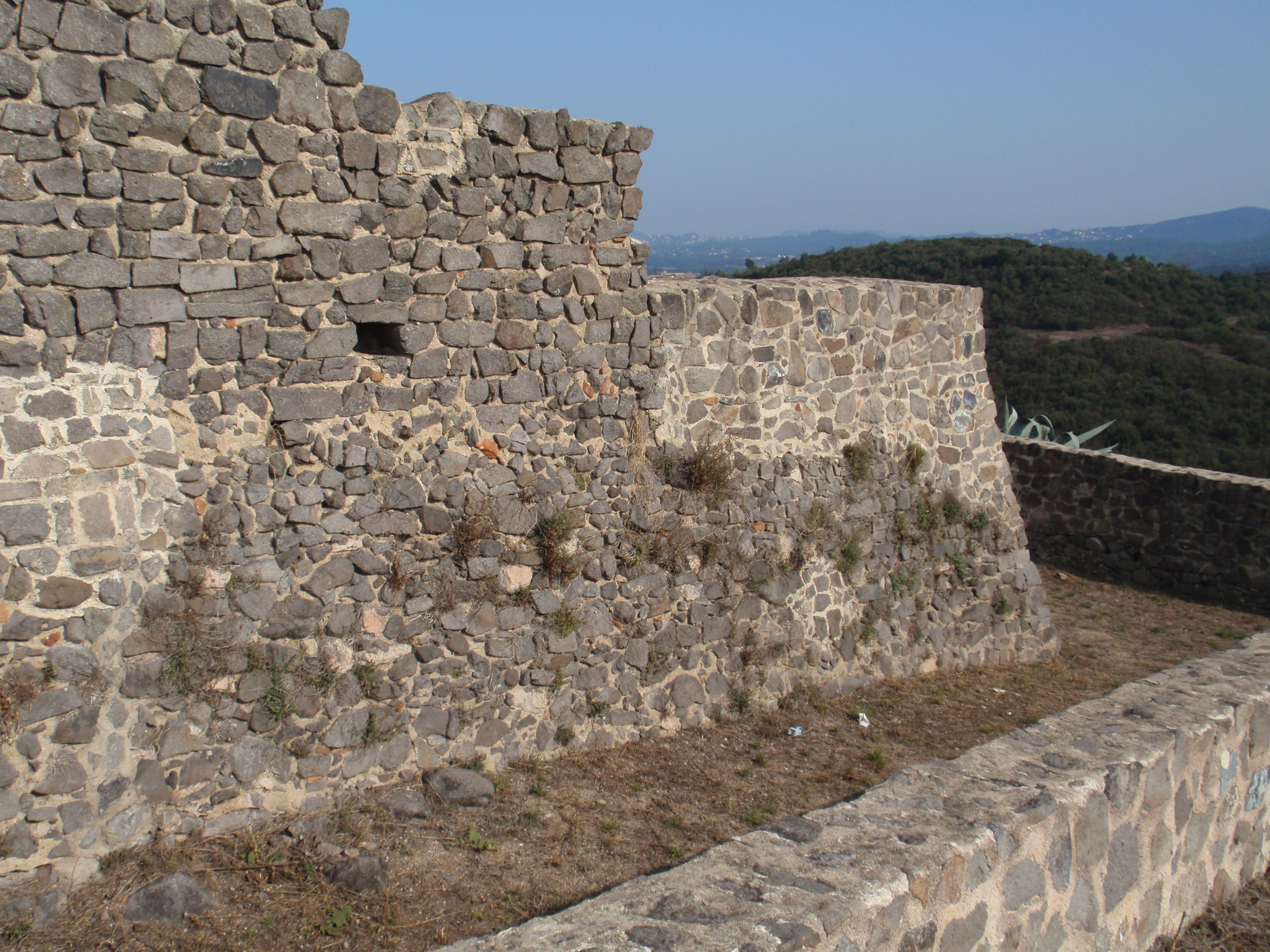
Castillo de Torcafaló

- Castillo de Torcafaló, declarado bien de interés cultural desde el 11 de noviembre de 1988.
- Torre de Cartellá, declarada bien de interés cultural desde el 11 de noviembre de 1988.
- Torre de Marata, declarada bien de interés cultural desde el 11 de noviembre de 1988.
- Poblado ibérico de Montbarbat
- Mas Roura incluida en el Inventario del Patrimonio Arquitectónico de Cataluña